# Ayotox
Ayotox är en ort i Mexiko.   Den ligger i kommunen Zoquiapan och delstaten Puebla, i den sydöstra delen av landet, 170 km öster om huvudstaden Mexico City. Ayotox ligger 1 067 meter över havet och antalet invånare är 185.
Terrängen runt Ayotox är huvudsakligen kuperad, men den allra närmaste omgivningen är bergig. Terrängen runt Ayotox sluttar norrut. Runt Ayotox är det ganska glesbefolkat, med 43 invånare per kvadratkilometer. Närmaste större samhälle är Olintla, 13,8 km nordväst om Ayotox. I omgivningarna runt Ayotox växer huvudsakligen savannskog.